# Flor do Imbassaí
GRES Flor do Imbassaí é uma escola de samba de Maricá, sendo uma das mais tradicionais do carnaval da cidade. Foi campeã em 2004 pela última vez, mas desde então entrou em declínio, até ser rebaixada.
Seu CNPJ é 39.257.704/0001-80